# 川桑
川桑（学名：Morus notabilis）为桑科桑属的植物，为中国的特有植物。分布在中国大陆的四川、云南等地，生长于海拔1,300米至2,800米的地区，多生长在常绿阔叶林中，目前已由人工引种栽培。